# Philippe Rouault (homme politique)
Pour les articles homonymes, voir Philippe Rouault et Rouault.
Philippe Rouault est un homme politique français, né le 17 décembre 1962 à Rennes. Membre de l'Union des Démocrates et Indépendants, il a été député de la troisième circonscription d'Ille-et-Vilaine de 2002 à 2007.

## Biographie

### Cursus
- Maîtrise de biologie à l’Université de Rennes 1, en 1984.
- DEA d’agronomie à l’Université de Rennes 1 et à l’École Nationale Supérieure Agronomique de Rennes, en 1985.

### Carrière
Ingénieur conseil puis directeur d’études au sein d’un cabinet de conseil auprès des industries agroalimentaires, de 1986 à 2002.
Service national comme coopérant au Niger au Commissariat à l’Énergie Atomique, de 1986 à 1988.

### Fonctions électives
- Maire de Pacé (Ille-et-Vilaine), de juin 1995 à juillet 2002
- Conseiller général du canton de Rennes Nord-Ouest de mars 2001 à mars 2008 et rapporteur général du budget, de 2001 à 2004.
- Député d’Ille-et-Vilaine, membre de la commission des finances, rapporteur spécial du budget de l’écologie et du développement durable. Président du groupe d’étude sur l’eau et vice-président du groupe d’études sur les industries agroalimentaires, de 2002 à 2007.
- Premier adjoint de la ville de Pacé, depuis mars 2008.

### Fonctions politiques
- Président des Jeunes Démocrates Sociaux de Bretagne de 1991 à 1994.
- Secrétaire national de l’UMP, chargé de l’agriculture, de 2002 à 2003.
- Secrétaire général adjoint de l’UMP, de 2003 à 2004.
- Secrétaire national de l’UMP, chargé de la formation, de 2004 à 2007.
- Président de la fédération UMP d’Ille-et-Vilaine, de 2003 à 2008.
- Délégué départemental de la fédération UDI d'Ille-et-Vilaine depuis le 3 février 2015.

### Fonctions actuelles
Délégué interministériel aux industries agroalimentaires et à l’agro-industrie, nommé en conseil des ministres le 29 août 2007.
Président de l’observatoire économique des industries agroalimentaires et de l’agro-industrie.

### Sources
1. ↑  Groupe d'études sur le problème du Tibet